# Пољопривреда Аустрије
Пољопривреда има значјну улогу у Аустријској економији. Иако је удео у бруто домаћем производу мањи од 1,5%, аустријски фармери пружају услуге које имају позитиван утицај на друге гране приреде. Земљорадња има велики значај у производњи обновљиве енергије. Земљорадња у Аустрији спада у мање гране привреде и запошљава врло мали део радне снаге, па је зато удео у бруто домаћем производу такође јако мали. Како је Аустрија претежно планинска земља, врло мали део земље се може обрађивати. Обрадива земљишта се углавном налазе у источном делу земље, највише у покрајни Бургенланд, где су фарме мале и средње величине. Главни производи су шећерна репа, жито, кукуруз, јечам, кромпир, јабуке и грожђе. Сточна производња се углавном заснива на кравама и свињама.

## Развој земљорадње
Након Другог светског рата, Аустрија је била сиромашна земља, те је тако најважнији задатак био да се потпомогне земољорадња како би се прехранио народ. 50их година влада Аустрије је желела да заштити домаћу производњу, стабилизује тржиште хране, заштити земољораднике и побољша конкурентност сектора. Главни задатак је био да се сачува постојећи број фарми.